# Universidad Nacional de General San Martín
La Universidad Nacional de General San Martín (UNSAM) es una universidad pública argentina cuya sede principal se ubica en la ciudad de San Martín, cabecera del partido homónimo, ubicado en la zona norte del Gran Buenos Aires.
Fue creada por Ley Nacional N.° 24.095 en 1992, luego de que existieran proyectos de ley y pedidos para su creación desde 1990; la actividad lectiva comenzó en 1994.

## Historia
La creación de la Universidad Nacional de General San Martín estuvo sostenida por dos tendencias: una, ligada a un intento iniciado en la década de los setenta de descentralización de las grandes universidades; otra, surgida del deseo de la propia comunidad de San Martín de contar con una universidad en su territorio. En esta tensión se forjó la identidad inicial de la institución, promoviendo las capacidades y atendiendo las demandas locales, y respondiendo a las áreas de vacancia en el sistema universitario argentino. Las primeras actividades académicas de grado y posgrado se iniciaron en 1994.
La universidad tiene como objetivo y norma los siguientes conceptos e ideales: libertad académica y respeto por la pluralidad de pensamiento; espíritu de equipo para la mejora continua de la institución; responsabilidad social y vocación de servicio; eficiencia y transparencia en la gestión; respeto por el trabajo ajeno y por el ambiente de trabajo, la Universidad en pocos años encontró un gran prestigio, ubicándose en la sexta posición a nivel nacional.

## Campus
El Campus Miguelete es la sede principal de la UNSAM y ocupa actualmente un predio de 8,5 hectáreas, con 60.000 metros cuadrados de superficie construida al año 2018 y un plan total que alcanza los 220 000 metros cuadrados cubiertos.
Los terrenos, ubicados en una tira paralela a la Avenida 25 de Mayo y a las vías del Ferrocarril Mitre, fueron antiguamente talleres del tren que aún pasa a su lado. La privatización del servicio a partir de 1992 achicó y desmontó los ferrocarriles nacionales, y en 1998 el Estado Nacional cedió estas tierras para la recién creada Universidad de General San Martín, a través del ONABE. En 1994 la UNSAM había iniciado sus actividades académicas en instalaciones del Liceo Militar San Martín, cedidas temporalmente.
El Plan Maestro que definió la ubicación de los edificios y el reciclaje de las antiguas construcciones ferroviarias de principios del siglo XX fue trazado entre los años 2001 y 2004 por los arquitectos Fabián de la Fuente, Raúl Pieroni, Guillermo Raddavero y Martha Oghiesvki. En 2001 comenzó a restaurarse el primero de los edificios, donde hoy funciona el Teatro Tornavía, con una superficie de 300 metros cuadrados, donde se desarrollan actividades del Centro de Investigación y Producción en Teatro de Títeres y del Centro de Producción Audiovisual.

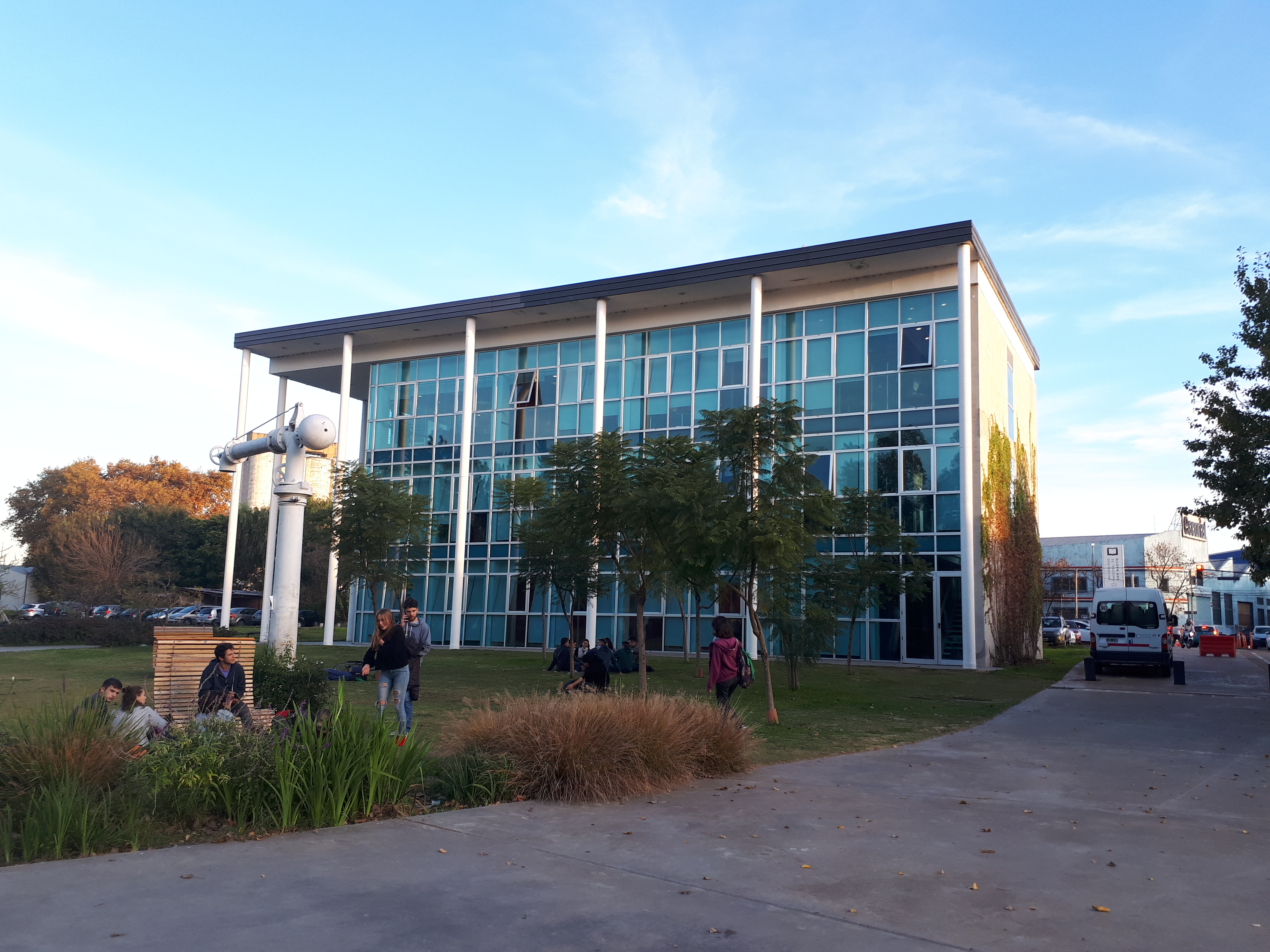
Vista del Edificio del Rectorado UNSAM Campus Miguelete

 El edificio del Rectorado de la UNSAM tiene una superficie total de 933 metros cuadrados, distribuidos en 3 plantas. La construcción nueva se realizó sobre estructuras y fundamentos de un viejo edificio de servicios del complejo ferroviario de Miguelete.
En 2003, comenzó la puesta en valor del Edificio Corona del Tornavía, construcción con planta en forma de anillo circular donde antes funcionaban los talleres del ferrocarril y pasó a albergar aulas, laboratorios y áreas de servicios centrales. La primera etapa fue inaugurada el 17 de agosto de 2004 y se siguió avanzando por partes hasta concluir la recuperación en los siguientes años. La estructura se encontraba hacía años abandonada, deteriorada y ocupada por más de 36 familias. Esto último obligó, por razones de preocupación social, atender cada uno de los casos y llegar, por un camino complejo, a un acuerdo con cada grupo familiar para reubicar su vivienda.
El Edificio Corona del Tornavía fue construido en 1906, tiene una superficie interior de casi 13 000 metros cuadrados y está organizado alrededor de un patio circular que antes fue un tornavías (puente giratorio) ferroviario que permitía guardar vagones de tren en los depósitos radiales. En su interior hay aulas con capacidad para 1500 alumnos; bibliotecas; una cámara Gesell; laboratorios de física, química, termodinámica, análisis ambiental, biología, imágenes, computación y óptica; un laboratorio de rayos X; sectores de investigación, de administración y aulas de la Escuela de Política y Gobierno; y sectores administrativos de las Escuelas de Humanidades y de Ciencia y Tecnología.
De esta manera, y como el antiguo edificio tiene forma de anillo, está recorrido por un pasillo central circular, y todas sus aulas dan al exterior porque se ubican a ambos lados de esta circulación. La gran altura de estos galpones ferroviarios permitió la construcción de un entrepiso donde ubicar más espacios de enseñanza y oficinas. También se aprovechó la forma radial para crear gradas exteriores, donde actualmente se pueden dictar clases al aire libre. El proyecto ganó en 2006 el Premio Iberoamericano a la Mejor Intervención en Patrimonio Edificado (categoría Obras de más de 1000 metros cuadrados).
Al edificio del antiguo tornavías se adosó la Biblioteca Central de la UNSAM, un bloque con fachadas de hormigón a la vista y extremos vidriados que tiene tres plantas y se ilumina desde su azotea gracias a claraboyas cilíndricas, que, al estar inclinadas dejan pasar una luz indirecta ideal para la lectura en espacios que se destacan por sus muros de hormigón y sus pisos de parqué de madera. También se destacan en la biblioteca las tres salas de reuniones, que fueron construidas como "estuches" de madera y vidrio que parecen flotar desde el segundo piso sobre un hall que tiene triple altura. En el subsuelo se ubicó un auditorio, también revestido en madera.

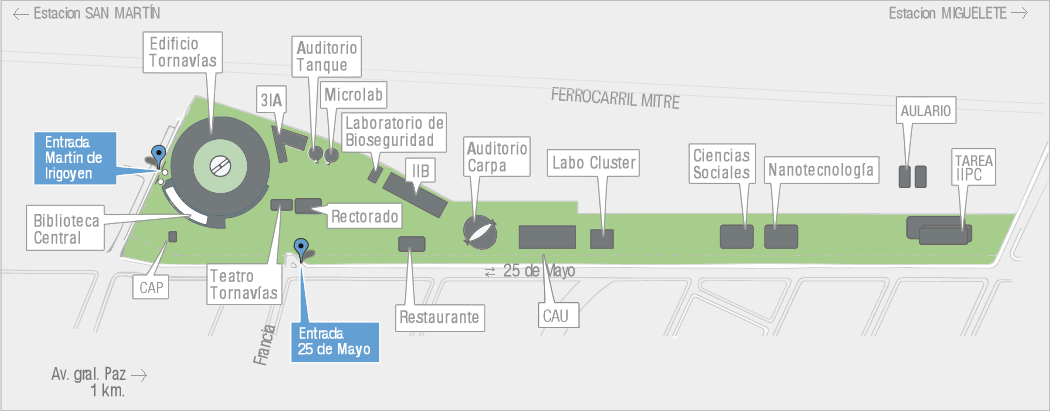
Mapa del Campus Miguelete (Actualizado a mediados de 2018)Actualización 2024:https://unsam.edu.ar/home/mapa_campus.php

Dos antiguos tanques cilíndricos y metálicos de combustible ferroviario (240 metros cuadrados cada uno) fueron también reciclados y transformados en Auditorio Tanque (con capacidad para 150 personas) y una sala limpia (MicroLAB). A sus costados se construyeron el Laboratorio de Bioseguridad (de 500 metros cuadrados, inaugurado en 2008) y el Instituto de Ingeniería Ambiental (con 3700 metros cuadrados, terminado en 2012). Este último edificio tiene planta en forma de "V" y fachadas que alternan el hormigón a la vista con planos totalmente vidriados. Sin embargo, el más destacado de esta serie de edificios es el Instituto de Investigaciones Biotecnológicas (IIB-INTECH), con 4000 metros cuadrados e inaugurado en 2011. Se ve como un bloque alargado y bajo con fachadas totalmente terminadas en hormigón a la vista y caladuras pequeñas y horizontales que permiten la entrada de escasa luz natural, necesaria para los laboratorios.

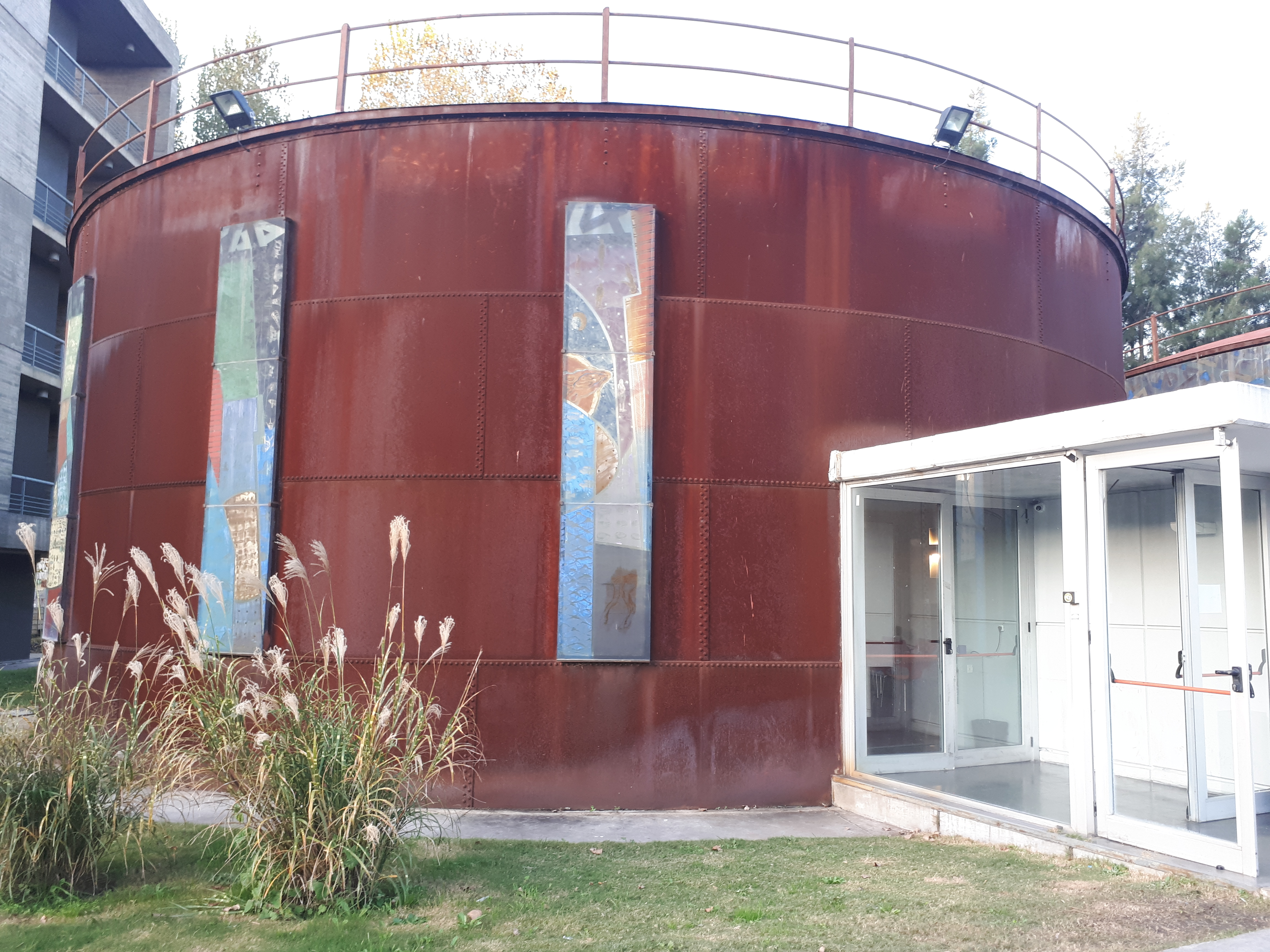
Auditorio Tanque. Los antiguos tanques de combustible dentro del Campus fueron reciclados para otros usos

Continuando el recorrido hacia el este, se destaca una construcción totalmente diferente a las otras hechas para la UNSAM: el Auditorio Carpa, terminado en 2011, que tiene 1000 metros cuadrados cubiertos y se destaca por su planta casi circular y su cubierta realizada en telas sintéticas blancas sostenidas por un sistema de vigas metálicas curvas, que le dan un aspecto general similar al de una carpa semiesférica. A su lado se encuentran el Instituto de Ciencias de la Rehabilitación y el Movimiento, un edificio bajo de una sola planta, y el LaboCluster, que alberga laboratorios y al Instituto Antártico Argentino.
Luego de un espacio libre en el cual están proyectados dos futuros bloques de la Universidad, se encuentra un dúo formado por el Edificio de Ciencias Sociales (con casi 3000 metros cuadrados) y el edificio de 1700 metros cuadrados de la Fundación Argentina de Nanotecnología, donde funciona el Instituto de Nanosistemas, ambos inaugurados en 2013 y destacados por la plaza seca que los enfrenta y conjuga al mismo tiempo. En esta plaza, ideal para el encuentro entre estudiantes, se pueden contrastar las fachadas de ambos edificios: la de Ciencias Sociales parece una caja con costados de hormigón a la vista, cuya cara frontal es totalmente vidriada y transparente, mientas la de Nanotecnología se destaca por los parasoles verticales hechos en madera que protegen el primer piso de la luz natural.
Al final de esta seguidilla lineal de edificios, se encuentra el futuro Instituto de Investigaciones sobre el Patrimonio Cultural, aún en construcción. Su aspecto es el de tres "cajas" alargadas apiladas una sobre la otra y deslizadas de forma escalonada de manera que el resultado se ve dislocado y hasta "inestable". Mientras la planta baja será totalmente revestida en hormigón a la vista, los dos bloques superiores serán vidriados con cristal serigrafiado oscuro. Esta serigrafía será regulada según el sector interior del edificio, para permitir mayor o menor entrada de luz según la necesidad.

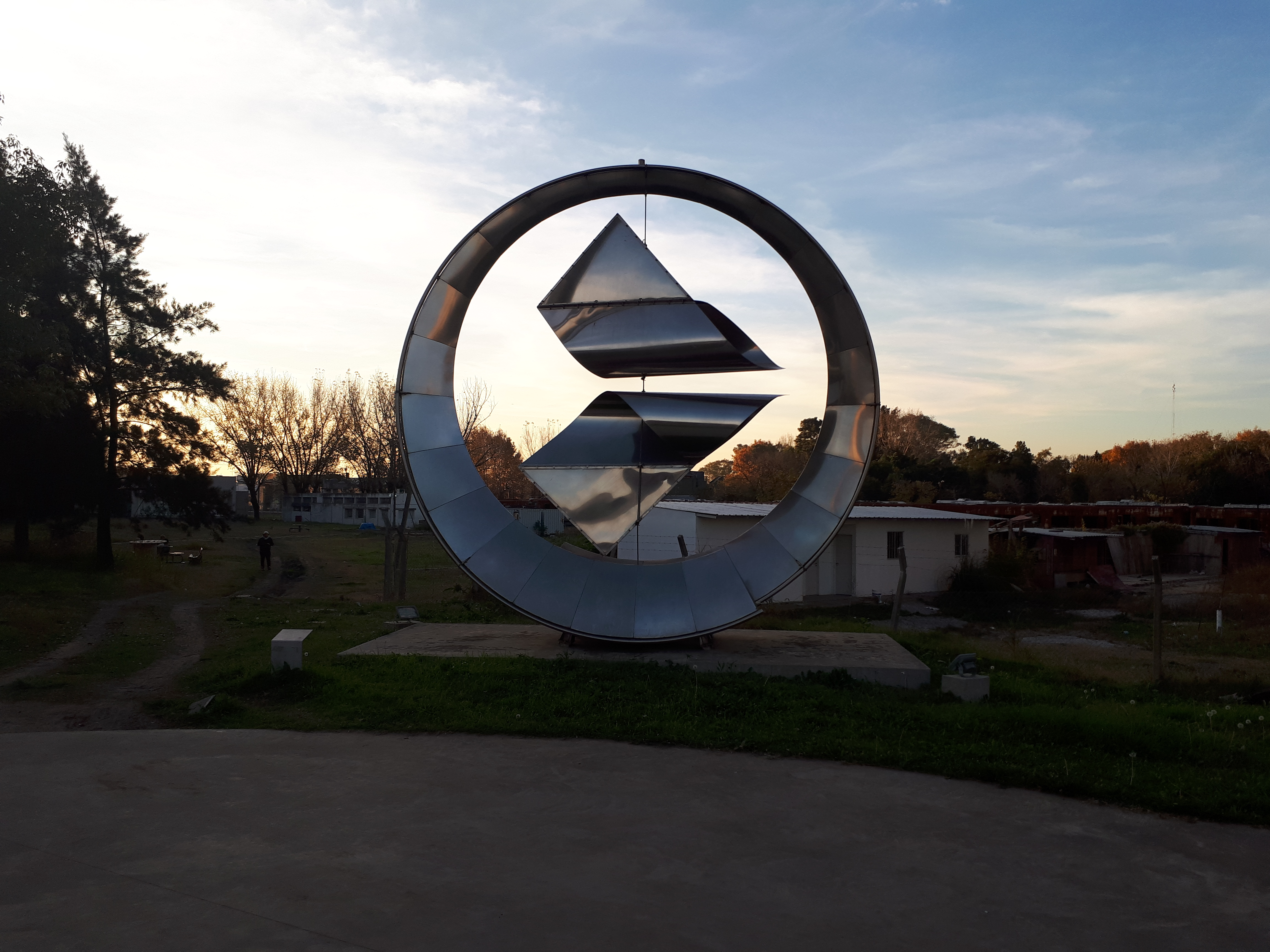
En el nombre del viento, de Raúl “Pájaro” Gómez. Obra instalada en el parque escultórico

El Campus también ha recibido varias obras escultóricas instaladas con motivo de los 20 años de la Universidad. En diálogo con la propuesta arquitectónica de los distintos edificios, las obras adquiridas llevan la firma de los reconocidos artistas argentinos León Ferrari, Leopoldo Maler, Hernán Dompé, Pablo Reinoso, Jorge Gamarra, Enio Iommi, Raúl Gómez, Marie Orensanz y Osvaldo Chiavazza.

#### Conflicto por los terrenos

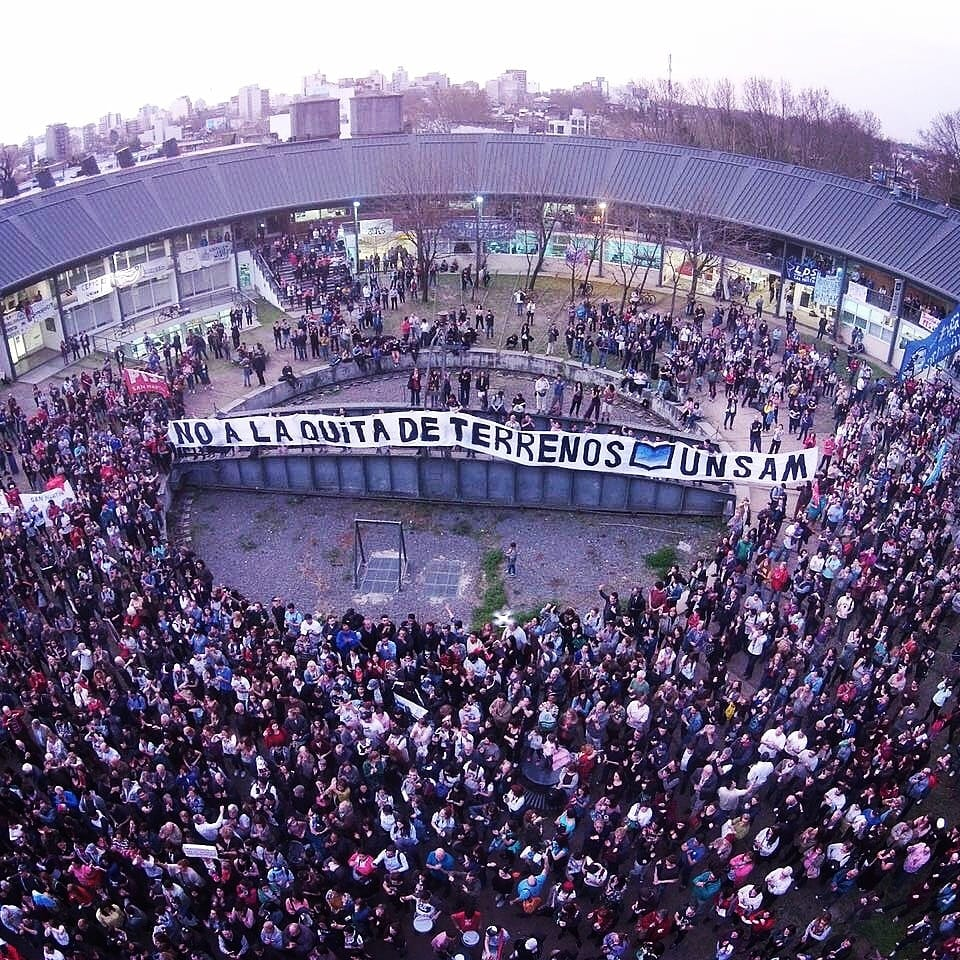
Abrazo de la comunidad educativa de la UNSAM al edificio Tornavias

Durante 15 años, se construyó o reacondicionó más de 60 mil metros cuadrados en aulas, laboratorios y oficinas para actividades de enseñanza, investigación y gestión. En agosto de 2018, en pleno conflicto con el sistema universitario por la falta de recursos a las universidades, el Gobierno de Mauricio Macri resolvió sacarle a la Universidad Nacional de San Martín parte del predio donde funciona, para cedérselo a una de las principales exportadoras del país, y una de sus principales aportantes de la campaña electoral del PRO, lo que generó un fuerte repudio de la comunidad académica.
Mediante una resolución de la Agencia de Administración de Bienes del Estado (AABE), se determinó quitarle a la Universidad Nacional de San Martín una porción de terreno equivalente a 1,2 hectáreas, y cedérselo a Nuevo Central Argentino, propiedad de la Aceitera General Deheza, para trasladar una playa de cargas que funciona en el barrio de Colegiales para poder utilizar los terrenos con fines inmobiliarios. Esta resolución se dio en el marco de un fuerte descontento de la comunidad académica a nivel nacional, que el día 30 de agosto se manifestó desde el Congreso hasta la Plaza de Mayo para reclamar mejoras salariales docentes y en contra de la subejecución del presupuesto de educación.
Desde la Universidad, el rectorado emitió un comunicado el 22 de agosto en rechazo a la resolución y el intendente del partido de General San Martín, Gabriel Katopodis, firmó un decreto en defensa de los terrenos. La comunidad universitaria, por su parte, organizó asambleas dentro de la universidad con participación de alumnos, docentes, personal no docente y grupos de vecinos del barrio de Colegiales en contra del cambio. El día 29 de agosto se convocó un abrazo solidario al Edificio Tornavias, en rechazo a la medida. Dos días después del abrazo, y al día siguiente de la manifestación popular en Plaza de Mayo, se suspendió la quita de terrenos por parte de la AABE.

## Organización

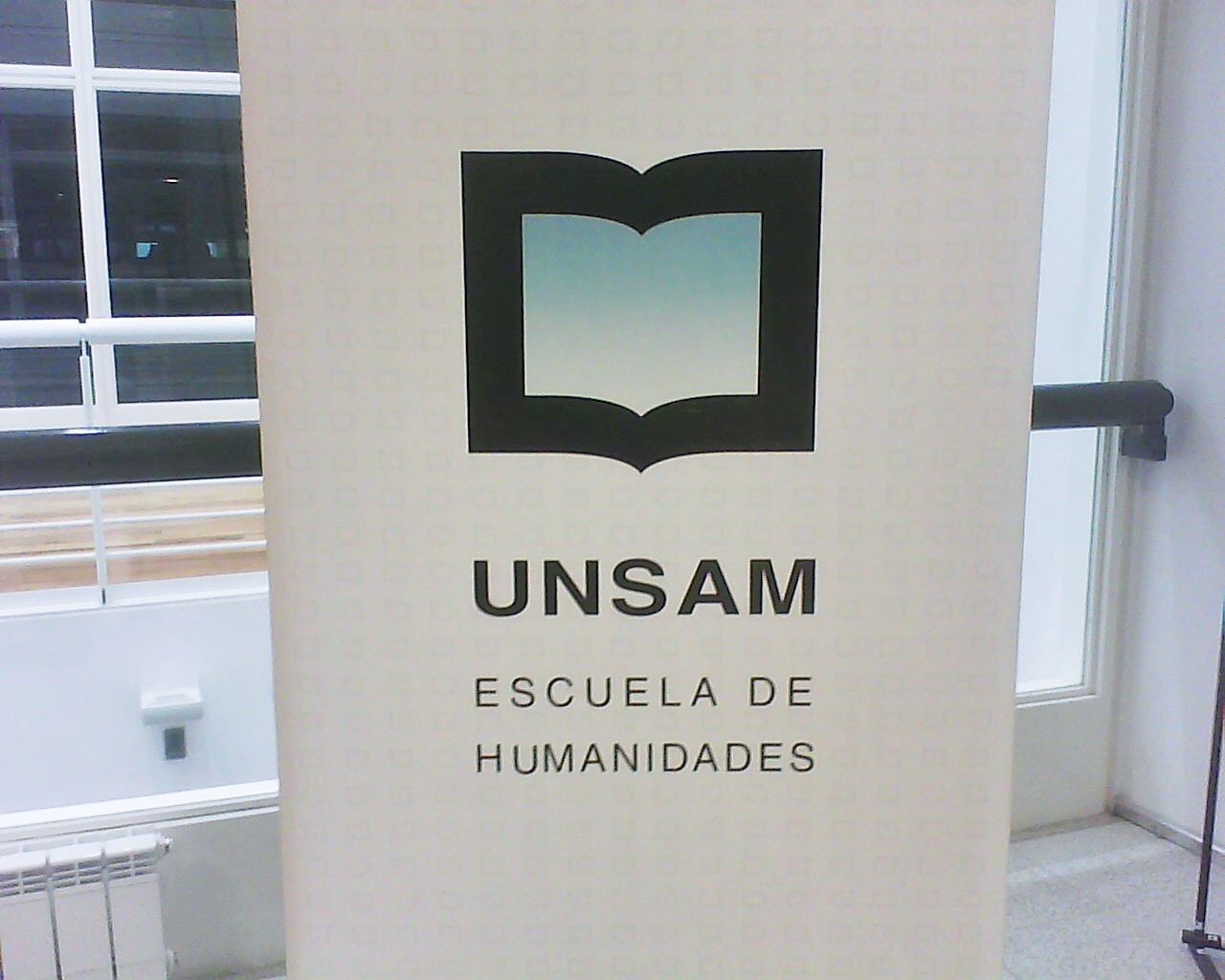
Antiguo logotipo de la UNSAM, Escuela de Humanidades.

La universidad cuenta con 12 unidades académicas:
- Escuela de Arte y Patrimonio (ex-IIPC / ex-IAMK)
- Escuela de Ciencia y Tecnología (ECyT)
- Escuela de Economía y Negocios (EEyN)
- Escuela de Humanidades (EHU)
- Escuela de Política y Gobierno (EPyG)
- Escuela de Hábitat y Sostenibilidad (ex-IT / ex-IA / ex-3iA)
- Escuela Interdisciplinaria de Altos Estudios Sociales (IDAES)
- Escuela de Bio y Nanotecnología (ex-IIB / ex-INTECH) / ex-INS)
- Instituto de Calidad Industrial (INCALIN)
- Instituto de Tecnología Nuclear Dan Beninson (IDB)
- Instituto de Tecnología Profesor Jorge Sabato (ITS)
- Instituto de Ciencias de la Rehabilitación y el Movimiento (ICRyM)

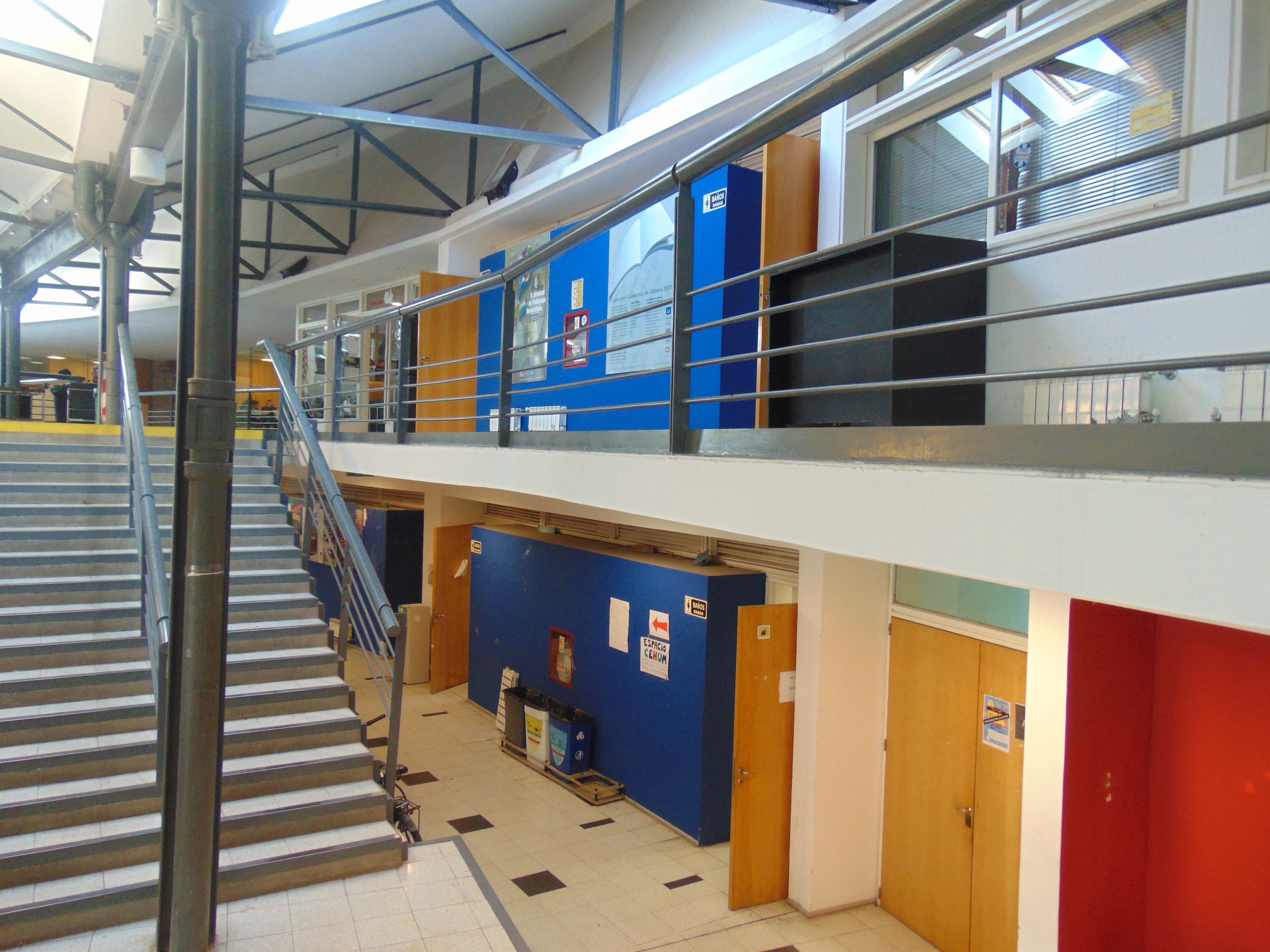
Vista del interior del Campus Miguelete, Sector donde funciona la Escuela de Humanidades

Además, la universidad cuenta con un espacio educativo en contexto de encierro. 
- Centro Universitario San Martín (CUSAM). Unidad Penal N.° 48 del Servicio Penitenciario Bonaerense (SPB), en la localidad de José León Suárez del partido de General San Martín (Provincia de Buenos Aires).

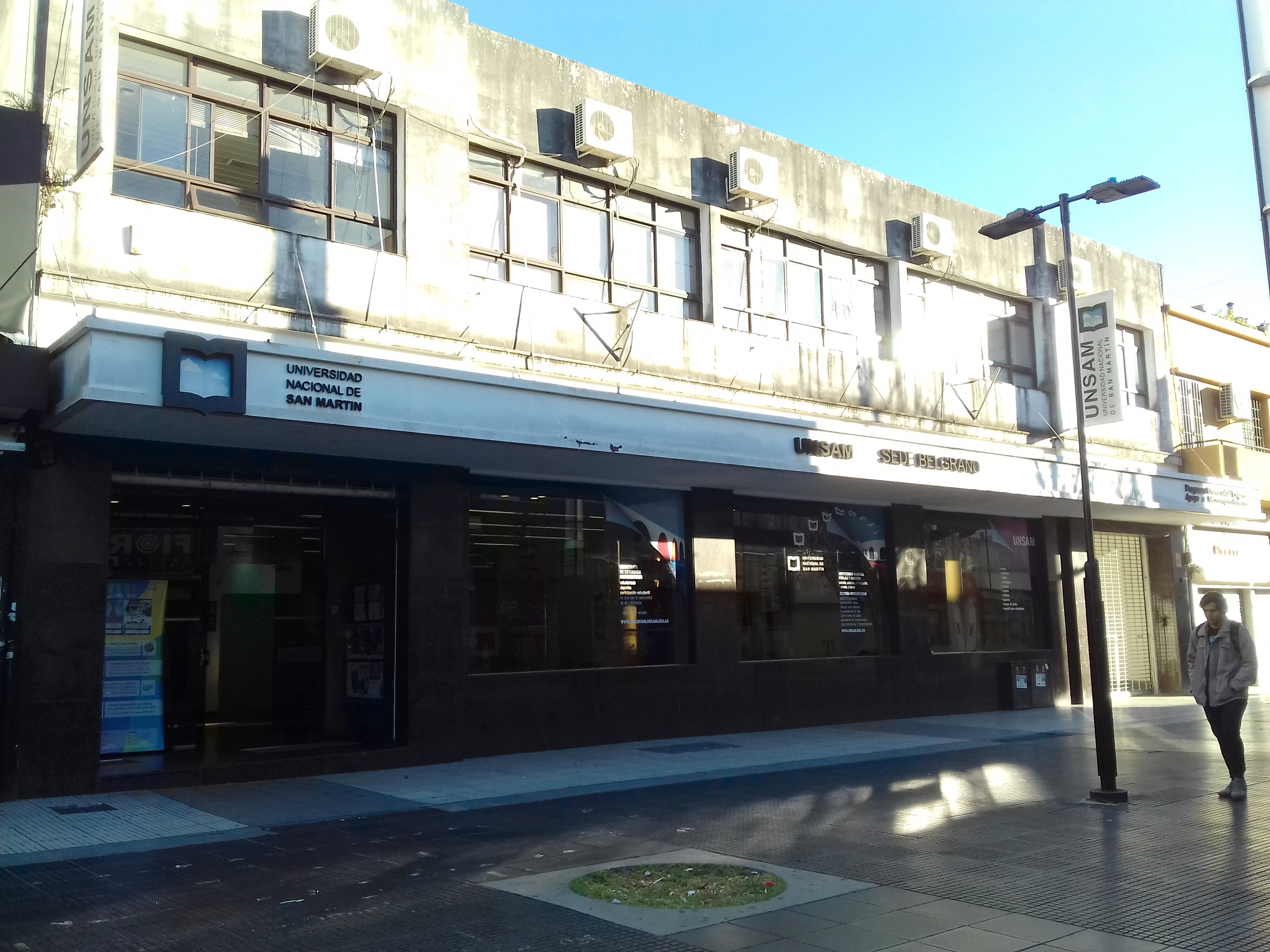
UNSAM, Sede Belgrano

## Investigación y actividades de extensión
Además de sus múltiples centros de investigación en ciencias duras, aplicadas y humanas, la Universidad Nacional de General San Martín también se destaca por su producción cultural. En relación con esto, cabe mencionar producciones cinematográficas como Cruce de los Andes, que emula la gesta del Libertador José de San Martín, o la película documental Che. Un hombre nuevo que consiguió amplio reconocimiento internacional.

### Energía termo solar
En general, la utilización de energía solar térmica en dispositivos portátiles no fue investigada. Estos nuevos productos, cuya fabricación se ha extendido en los últimos años debido a la importancia que adquirió la degradación del medio ambiente y por la competitividad económica que presentan, surgen con el fin de calentar el agua con la energía del sol, almacenarla con la misma eficiencia que un termo convencional y lograr alta portabilidad. El termo solar tiene patente en trámite, aunque su aparición en el mercado es inminente.

## Autoridades

### Rectorado
- Rector: Carlos Greco
- Vicerrector: Ana María Llois

### Decanatos
- Escuela de Ciencia y Tecnología: Federico Golmar
- Escuela de Economía y Negocios: Marcelo Paz
- Escuela de Humanidades: Silvia Bernatené
- Escuela de Política y Gobierno: Ricardo Gutiérrez
- Instituto de Investigaciones Biotecnológicas (IIB-INTECH): Juan Ugalde
- Instituto de Investigación e Ingeniería Ambiental (3iA): Jorge Fernández Niello
- Instituto de Calidad Industrial (INCALIN): Joaquín Valdés
- Instituto de Tecnología Nuclear Dan Beninson (IDB): Carla Notari
- Instituto de Tecnología Profesor Jorge Sabato (IS): Ana María Monti
- Instituto de Nanosistemas (INS): Galo Soler Illia
- Instituto de Altos Estudios Sociales (IDAES): Ariel Wilkis
- Instituto de Estudios en Ciencias Jurídicas (IECJ): Alejandro Tullio
- Instituto de Investigaciones sobre el Patrimonio Cultural (IIPC-TAREA): Laura Malosetti Costa
- Instituto del Transporte (IT): José Barbero
- Instituto de Ciencias de la Rehabilitación y el Movimiento (ICRyM): Cecilia Lucero
- Instituto de Artes Mauricio Kagel (IAMK): Laura Malosetti Costa
- Instituto de Arquitectura y Urbanismo (IA): Claudio Ferrari
- Unidad Interdisciplinaria de Salud (UIS): Francisco-Hugo Freda
- Instituto de Tecnologías en Detección y Astropartículas (ITEDA): Alberto Etchegoyen

## Oferta académica

### Grado y pregrado

#### Escuela de Ciencia y Tecnología (ECyT)
- Ingeniería Electrónica
- Ingeniería en Telecomunicaciones
- Ingeniería en Energía
- Ingeniería Biomédica
- Ingeniería Industrial
- Ingeniería Ambiental
- Licenciatura en Ciencia de Datos
- Licenciatura en Análisis Ambiental
- Licenciatura en Física Médica
- Licenciatura en Biotecnología
- Tecnicatura Universitaria en Electromedicina
- Tecnicatura Universitaria en Programación Informática
- Tecnicatura Universitaria en Redes Informáticas
- Tecnicatura Universitaria en Diagnóstico por Imágenes

#### Escuela de Economía y Negocios (EEyN)
- Licenciatura en Administración y Gestión Empresarial
- Licenciatura en Economía
- Licenciatura en Turismo
- Contador Público
- Martillero Público y Corredor de Comercio
- Guía de Turismo

#### Escuela de Humanidades (EHU)
- Psicopedagogía y Licenciatura en Psicopedagogía
- Licenciatura y Profesorado en Filosofía
- Licenciatura en Educación
- Profesorado en Ciencias de la Educación
- Profesorado Universitario en Letras
- Licenciatura en Estudios de la Comunicación
- Licenciatura en Historia

#### Escuela de Política y Gobierno (EPyG)
- Lic. y Prof. en Ciencia Política
- Lic. en Administración Pública
- Lic. en Organización y Dirección Institucional
- Lic. en Relaciones Internacionales
- Lic. en Dirección de Organizaciones de la Sociedad Civil

#### Instituto de Estudios de Ciencias Jurídicas
- Tecnicatura Universitaria en Administración de Consorcios y Urbanizaciones

#### Instituto de Ciencias de la Rehabilitación y el Movimiento
- Licenciatura en Ortesis y Prótesis
- Licenciatura en Terapia Ocupacional
- Tecnicatura Universitaria en Puericultura y Crianza
- Licenciatura en Rehabilitación Visual
- Ortesis y Prótesis Licenciatura CCC
- Rehabilitación Visual NUEVA Licenciatura CCC
- Terapia Ocupacional Licenciatura CCC
- Kinefisiatría Crítica Respiratoria Especialización Posgrado
- Medicina Legal Especialización Posgrado
- Actividad Física y Recreación para Personas con Discapacidad Diplomatura Diplomas
- Deportes Olímpicos con Orientación en Gimnasia Rítmica Diplomatura Diplomas
- Actividades Físicas y Deportivas en la Naturaleza Diplomatura Diplomas

#### Instituto del Transporte
- Tecnicatura Universitaria en Tecnología Ferroviaria
- Tecnicatura Universitaria en Administración y Gestión Ferroviaria
- Ingeniería del Transporte
- Licenciatura en Gestión y Tecnología Ferroviaria

#### Escuela Interdisciplinaria de Altos Estudios Sociales
- Licenciatura en Antropología Social y Cultural
- Licenciatura en Sociología

#### Instituto de Investigaciones Biotecnológicas
- Ingeniería en Agrobiotecnología
- Licenciatura en Biotecnología
- Tecnicatura Universitaria de Laboratorio

#### Instituto de Tecnología Nuclear Dan Beninson
- Tecnicatura Universitaria en Aplicaciones Nucleares
- Ingeniería Nuclear (Orientación en Aplicaciones)
- Especialización en Reactores Nucleares y su Ciclo de Combustible
- Especialización en Radioquímica y Aplicaciones Nucleares
- Especialización en Física de la Radioterapia
- Doctorado en Tecnología Nuclear

#### Instituto Sabato
- Ingeniería en Materiales

#### Instituto de Investigación e Ingeniería Ambiental
- Tecnicatura Universitaria en Teledetección y Ecoinformática
- Ingeniería Ambiental

#### Instituto de la Calidad Industrial
- Ingeniería Industrial

#### Instituto de Investigaciones del Patrimonio Cultural (IIPC-TAREA)
- Licenciatura en Restauración y Conservación de Bienes Culturales

#### Instituto de Artes Mauricio Kagel
- Licenciatura en Artes Escénicas (Danza, Artes Circenses, Teatro de títeres y objetos)
- Licenciatura en Cine Documental
- Licenciatura en Fotografía
- Licenciatura en Música Argentina

### Ciclos de complementación curricular
- Licenciatura en Terapia Ocupacional
- Licenciatura en Kinesiología y Fisiatría
- Licenciatura en Educación Física
- Licenciatura en Rehabilitación Visual
- Licenciatura en Administración Pública
- Licenciatura en Dirección de Organizaciones de la Sociedad Civil (presencial y a distancia)
- Licenciatura en Turismo
- Contador Público
- Licenciatura en Administración de Empresas Hoteleras y Gastronómicas
- Licenciatura en Diagnóstico por Imágenes con Orientación en Medicina Nuclear o Resonancia Magnética
- Licenciatura en Tecnología e Instrumentación Biomédica
- Licenciatura en Artes
- Licenciatura en Comunicación Audiovisual
- Licenciatura en Educación Especial (a distancia)
- Licenciatura en Educación Inicial (a distancia)
- Licenciatura en Enseñanza de la Lengua y la Literatura (a distancia)
- Licenciatura en Enseñanza de las Artes Audiovisuales
- Licenciatura en Enseñanza de las Ciencias (a distancia)
- Licenciatura en Enseñanza de las Ciencias Sociales (a distancia)
- Licenciatura en Filosofía
- Licenciatura en Lengua Inglesa
- Licenciatura en Psicopedagogía

### Posgrado

#### Especializaciones
- Especialización en Ensayos No Destructivos
- Especialización en Contrataciones Públicas
- Especialización en Economía y Desarrollo del Turismo
- Especialización en Gestión de la Tecnología y la Innovación
- Especialización en Cooperación Internacional
- Especialización en Derechos Humanos y Políticas Sociales
- Especialización en Educación, Lenguajes y Medios
- Especialización en Enseñanza de las Ciencias Experimentales y Matemática
- Literatura Infantil y Juvenil
- Teoría y Práctica Psicoanalítica
- Especialización en Derecho y Gestión Electoral
- Especialización en Gestión Cultural
- Especialización en Calidad en Alimentos
- Especialización en Calidad Industrial
- Especialización en Seguridad Contra Incendios en la Edificación
- Especialización en Kinefisiatría Crítica Respiratoria
- Especialización en Medicina Legal
- Especialización para la Magistratura
- Especialización en Derecho Procesal
- Especialización en Radioquímica y Aplicaciones Nucleares
- Especialización en Reactores Nucleares y su Ciclo de Combustible
- Especialización en Evaluación de la Contaminación Ambiental y su Riesgo Toxicológico
- Especialización en Gestión Ambiental
- Especialización en Industria Petroquímica (a distancia)
- Especialización en Tecnologías e Impacto Ambiental de Materiales Plásticos
- Especialización en Política y Planificación del Transporte

#### Maestrías
- Maestría en Relaciones Internacionales
- Maestría en Historia
- Maestría en Historia del Arte Argentino y Latinoamericano
- Maestría en Sociología de la Cultura
- Maestría en Sociología Económica
- Maestría en Desarrollo Económico
- Maestría en Antropología Social
- Maestría en Conservación y Restauración del Patrimonio Artístico y Bibliográfico Nacional
- Maestría en Cooperación Internacional
- Maestría en Derechos Humanos y Políticas Sociales
- Maestría en Derechos Humanos y Democratización en América Latina y el Caribe
- Maestría en Educación, Lenguajes y Medios
- Maestría en Estudios Latinoamericanos
- Maestría en Periodismo narrativo
- Maestría en Historia Conceptual
- Maestría en Literaturas de América Latina
- Maestría en Análisis, Derecho y Gestión Electoral
- Maestría en Auditoría Gubernamental
- Maestría en Desarrollo Local
- Maestría en Políticas Públicas y Gerenciamiento del Desarrollo
- Maestría en Control de Plagas y su Impacto Ambiental
- Maestría en Gestión Ambiental
- Maestría en Microbiología Molecular
- Maestría en Ciencia y Tecnología de Materiales
- Maestría Internacional en Derechos Humanos y Democratización
- Maestría en Política y Planificación del Transporte

#### Doctorados
- Doctorado en Relaciones Internacionales
- Doctorado en Ciencias Aplicadas y de la Ingeniería
- Doctorado en Antropología Social
- Doctorado en Filosofía
- Doctorado en Educación
- Doctorado en Ciencia Política
- Doctorado en Ciencia y Tecnología, mención Química
- Doctorado en Ciencia y Tecnología, mención Física
- Doctorado en Ciencia y Tecnología, mención Materiales
- Doctorado en Biología Molecular y Biotecnología
- Doctorado en Tecnología Nuclear

## Servicios
- Línea Universitaria de San Martín
- Tren Universitario de San Martín